# Soná
Soná è un comune (corregimiento) della Repubblica di Panama situato nel distretto di Soná, provincia di Veraguas, di cui è capoluogo. Si estende su una superficie di 70,1 km² e conta una popolazione di 10.802 abitanti (censimento 2010).